# Distrito electoral de Stewart (condado de York, Nebraska)
Stewart (en inglés: Stewart Precinct) es un distrito electoral ubicado en el condado de York en el estado estadounidense de Nebraska. En el Censo de 2010 tenía una población de 392 habitantes y una densidad poblacional de 4,18 personas por km².

## Geografía
Stewart se encuentra ubicado en las coordenadas 41°0′26″N 97°25′39″O / 41.00722, -97.42750. Según la Oficina del Censo de los Estados Unidos, Stewart tiene una superficie total de 93.75 km², de la cual 93.47 km² corresponden a tierra firme y (0.3%) 0.28 km² es agua.

## Demografía
Según el censo de 2010, había 392 personas residiendo en Stewart. La densidad de población era de 4,18 hab./km². De los 392 habitantes, Stewart estaba compuesto por el 98.72% blancos, el 0.26% eran afroamericanos, el 0.26% eran amerindios, el 0% eran asiáticos, el 0% eran isleños del Pacífico, el 0% eran de otras razas y el 0.77% pertenecían a dos o más razas. Del total de la población el 0% eran hispanos o latinos de cualquier raza.